# Cyklohexa-1,3-dien
Cyklohexa-1,3-dien je organická sloučenina, cyklický dien izomerní s cyklohexa-1,4-dienem. V přírodě se vyskytuje jeho derivát terpinen, jenž je složkou borovicové silice.

## Příprava
Cyklohexa-1,3-dien se připravuje dehydrobromací 1,2-dibromcyklohexanu:
(CH2)4(CHBr)2 + 2 NaH → (CH2)2(CH)4 + 2 NaBr + 2 H2
Lze jej také získat elektrocyklickou reakcí z benzenu jak fotochemickou reakcí, tak i tepelnou reakcí při teplotách nad 110 °C.

## Reakce
Cyklohexa-1,3-dien lze jakožto konjugovaný dien použít při cykloadicích, jako je Dielsova–Alderova reakce.
Přeměna cyklohexa-1,3-dienu na benzen a vodík je exotermní, změna entalpie při reakci je asi 25 kJ/mol.
cyklohexan → cyklohexa-1,3-dien + 2 H2 ΔH +231,5 kJ/mol (endotermní reakce)
cyklohexan → benzen + 3 H2 ΔH +205 kJ (endotermní reakce)
cyklohexa-1,3-dien → benzen + H2 ΔH -26,5 kJ (exotermní reakce)
V porovnání s izomerním cyklohexa-1,4-dienem je cyklohexa-1,3-dien o 1,6 kJ/mol stabilnější.
Cyklohexadieny a jejich deriváty tvoří komplexy s kovy; příkladem takového komplexu je [C6H8)Fe(CO)3], což je oranžová kapalina. Tento komplex reaguje s látkami odstraňujícími hydridovou skupinu za vzniku cyklohexadienylového derivátu[C6H7)Fe(CO)3]+.